# Gevoel voor tumor
Gevoel voor tumor is een Belgische tragikomische serie uit 2018, uitgezonden door de Vlaamse televisiezender Eén. De opnames startten in mei 2017. De eerste aflevering werd uitgezonden op 18 maart 2018 en trok ruim één miljoen kijkers.
De serie is bedacht door Mathias Claeys (hoofdscenarist), Tom Goris (regie) en Leander Verdievel (coscenarist).
De Nederlandse NPO en de internationale distributeur Red Arrow kochten de uitzendrechten voor de serie. Sinds april 2019 is de serie ook te zien op Netflix.
De reeks won de Best European TV Fiction Series of the Year op het festival Prix Europa.

## Verhaal
De 25-jarige student Tristan Devriendt heeft zijn leven helemaal op orde. Zijn studie geneeskunde loopt van een leien dakje en hij ambieert een plaats op de afdeling Neurochirurgie. Daarnaast speelt hij met vrienden in een rugbyploeg en heeft hij veel succes bij vrouwen. Zijn leven wordt echter compleet overhoop gehaald als een dokter in het ziekenhuis een agressief non-hodgkin-NK-T-cel-lymfoom, een tumor, bij hem ontdekt in de neus.

## Rolverdeling
| Acteur                   | Personage           | Korte beschrijving                                          |
| ------------------------ | ------------------- | ----------------------------------------------------------- |
| Maarten Nulens           | Tristan Devriendt   |                                                             |
| Els Dottermans           | Myriam Van Damme    | Moeder van Tristan                                          |
| Dirk Van Dijck           | Dirk Devriendt      | Vader van Tristan                                           |
| Marthe Schneider         | Hanne Vanderjeugdt  | Kleindochter van Marcel                                     |
| Barbara Sarafian         | Esther Schoonjans   | Vriendin van Myriam                                         |
| Liesa Naert              | Inge Devriendt      | Zus van Tristan                                             |
| Vic De Wachter           | Marcel Vanderjeugdt | Medepatiënt van Tristan                                     |
| Luk Wyns                 | Professor Mercier   | Hoofd neurochirurgie AZ Palfijn Gent                        |
| Charlotte Anne Bongaerts | Eva                 | Technologe medische beeldvorming (TMB'ster) AZ Palfijn Gent |

## Afleveringen
| Nr. | Titel                | Eerste uitzending | Livekijkers (+ uitgesteld) |
| --- | -------------------- | ----------------- | -------------------------- |
| 1   | Slecht nieuws        | 18 maart 2018     | 1.008.547 (1.152.139)      |
| 2   | Stadium 1            | 25 maart 2018     | 877.240 (1.103.222)        |
| 3   | Tsunami              | 1 april 2018      | 841.113 (1.031.646)        |
| 4   | Agapornis            | 8 april 2018      | 814.691 (1.074.446)        |
| 5   | Team tumor           | 15 april 2018     | 982.228 (1.145.505)        |
| 6   | Marcel               | 22 april 2018     | 935.933 (1.130.752)        |
| 7   | Vriend van Devriendt | 29 april 2018     | 903.732 (1.104.780)        |
| 8   | Isolatie             | 6 mei 2018        | 883.412 (1.117.114)        |